# Amtseinführung des Präsidenten der Vereinigten Staaten

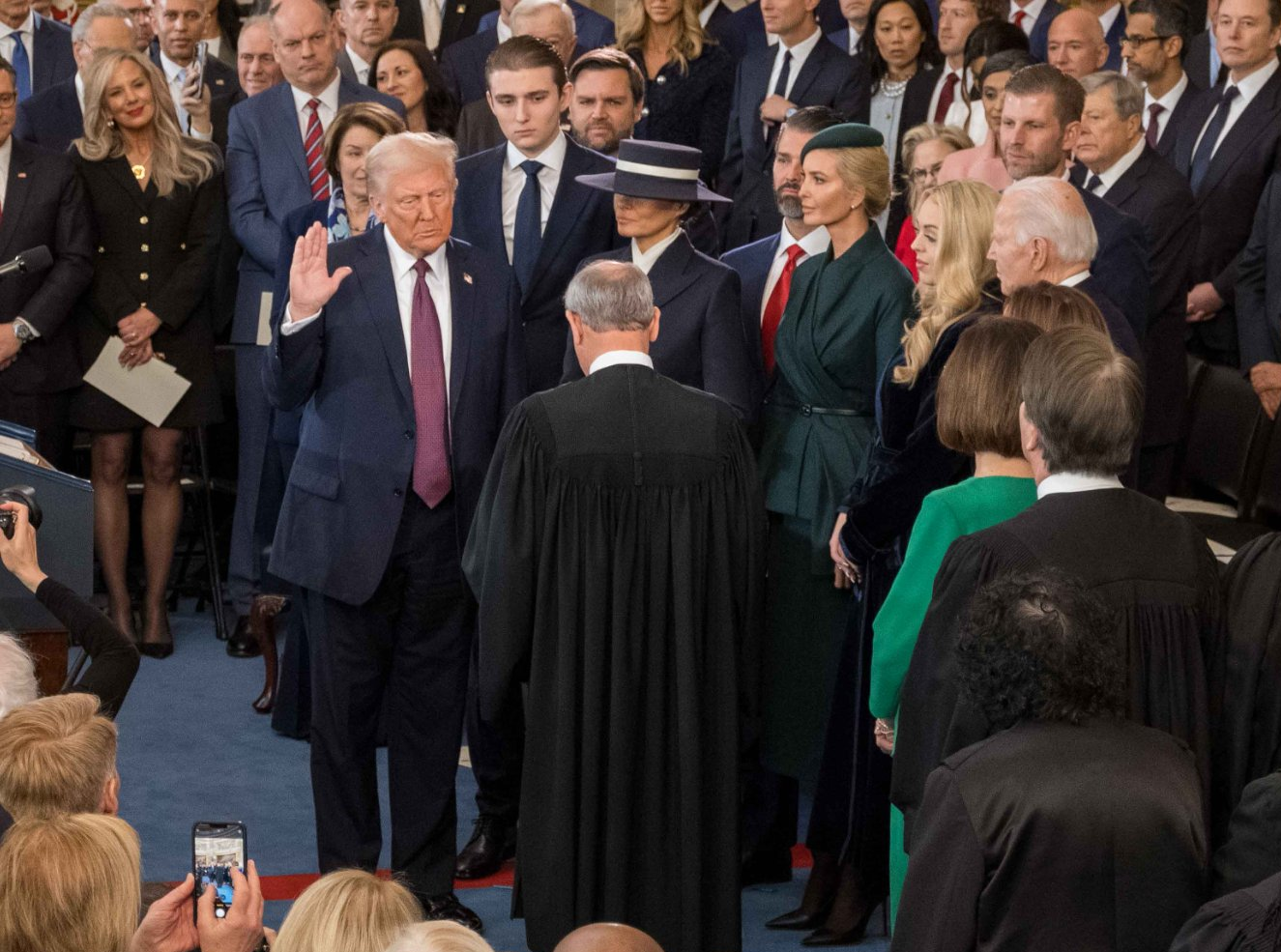
Donald Trump legte am 20. Januar 2025 seinen Amtseid als Präsident der Vereinigten Staaten ab.

Die Amtseinführung des Präsidenten der Vereinigten Staaten (englisch United States presidential inauguration) ist der von Feierlichkeiten begleitete Beginn der Amtszeit eines US-Präsidenten. Die Verfassung der Vereinigten Staaten legt diesen Zeitpunkt seit 1933 auf den 20. Januar nach der Präsidentschaftswahl um 12 Uhr EST fest (in Kraft ab 1937).

## Amtseid
Nach Art. II, Sec. 1 der Verfassung der Vereinigten Staaten leistet der Präsident bei Amtsantritt folgenden Amtseid (Oath of office of the President of the United States):

“I (Name) do solemnly swear (or affirm) that I will faithfully execute the Office of President of the United States, and will to the best of my ability, preserve, protect and defend the Constitution of the United States.”

„Ich, [Name], schwöre [oder bekräftige] feierlich, dass ich das Amt des Präsidenten der Vereinigten Staaten getreulich ausführen und die Verfassung der Vereinigten Staaten nach besten Kräften wahren, schützen und verteidigen werde.“

Eine religiöse Bekräftigung ist nicht obligatorisch, aber in Form von So help me God („So wahr mir Gott helfe“) üblich.
George Washington hatte bei seiner Vereidigung 1789 bei seinem Eid eine Bibel verwendet, die er anschließend küsste; seinem Vorbild folgten die meisten Präsidenten. Lediglich John Quincy Adams, der auf ein Gesetzbuch schwor, sowie (bei seiner ersten Vereidigung) Theodore Roosevelt schworen nicht auf eine Bibel; Lyndon B. Johnson schwor bei seinem Amtseid in der Air Force One auf ein katholisches Messbuch, das mit einer Bibel verwechselt worden war. Obama verwendete 2009 bei der aus Formgründen erfolgten Wiederholung seiner Vereidigung (anders als bei seiner vorangegangenen öffentlichen Vereidigung) keine Bibel. Dwight D. Eisenhower war der erste Präsident, der von einem Kuss absah, er sprach stattdessen ein Gebet. Mehrere Präsidenten der jüngeren Vergangenheit (Truman, Eisenhower, Nixon, George H. W. Bush, Obama und Trump) schworen auf zwei Bibeln. Ein einziges Mal wurde eine fremdsprachige Bibel verwendet: Franklin D. Roosevelt schwor bei seiner ersten Amtseinführung 1932 auf ein im Jahr 1686 in den Niederlanden gedrucktes Familienerbstück, zugleich die älteste je bei einer Inauguration verwendete Bibel.

## Amtszeit und Termin der Amtseinführung
In der amerikanischen Verfassung ist im ersten Absatz des 20. Zusatzartikels die Amtslaufzeit vorgegeben. Demnach beginnt die Amtszeit des Präsidenten und Vizepräsidenten um 12.00 Uhr mittags EST des 20. Januar (bis einschließlich 1933 des 4. März), auch wenn, wie zum Beispiel bei der Amtseinführung von Barack Obama am 20. Januar 2009 geschehen, der Amtseid erst einige Minuten später abgelegt wird. Der Amtseid wird in Anwesenheit des Inauguration Committee abgelegt. Dem Amtsbeginn eines US-Präsidenten geht ein 72 bis 78 Tage währender Präsidentschaftsübergang voraus.
In den Jahren 1821, 1849, 1877 und 1917 fiel der 4. März auf einen Sonntag, was in Hinblick auf die Sonntagsruhe für die Amtseinführung als problematisch angesehen wurde. In den ersten beiden genannten Jahren wurde die Vereidigung James Monroes bzw. Zachary Taylors daher um einen Tag auf den 5. März verschoben. 1877 wurde Rutherford B. Hayes bereits am vorangehenden Samstag, den 3. März 1877 vereidigt, als bislang einziger Präsident also am Tag vor seinem Amtsantritt – die vorgezogene Vereidigung ging auf den Umstand zurück, dass nach der umstrittenen Wahl von 1876 nach langer und erbitterter Auseinandersetzung eine Übereinkunft über die Präsidentschaft Hayes’ erst am Vortag, den 2. März 1877, erzielt werden konnte, und man einer befürchteten weiteren Intervention der Demokraten zuvorkommen wollte. Hayes wurde am darauffolgenden Montag, den 5. März 1877, öffentlich in das Amt eingeführt. Woodrow Wilson war 1917 der erste Präsident, der den Eid am Sonntag ablegte, was allerdings in kleinem Rahmen erfolgte – die öffentliche Inaugurationszeremonie fand auch in seinem Fall am darauffolgenden Montag statt. Dieses Vorgehen behielt man bei, als der Tag des Amtsantritts auf den 20. Januar verschoben wurde: Seither wurden Eisenhower 1957, Reagan 1983 und Obama 2013 in kleinem Rahmen am Sonntag, jedoch öffentlich am darauffolgenden Montag ins Amt eingeführt. Die nächste reguläre Vereidigung an einem Sonntag ist nicht vor dem Jahr 2041 zu erwarten.

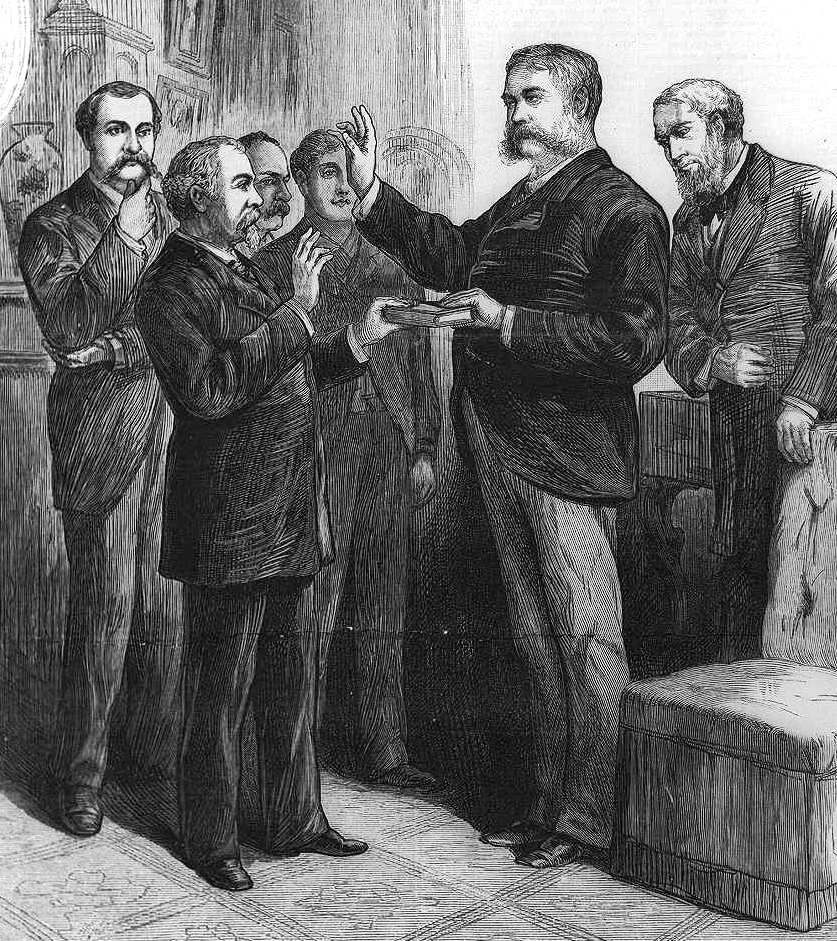
Chester A. Arthurs Vereidigung am 20. September 1881 in seiner Wohnung in New York City

Die Vereidigung eines wegen Tods oder Rücktritts nachrückenden Vizepräsidenten folgt dagegen keinen bestimmten Terminen, sondern wird so schnell wie möglich vorgenommen. So erfolgte nach dem Rücktritt Richard Nixons die Vereidigung des Vizepräsidenten Gerald Ford um 12.05 Uhr – eine halbe Stunde, nachdem die Rücktrittserklärung dem Weißen Haus am 9. August 1974 um 11.35 Uhr dem Außenminister Henry Kissinger zugestellt worden war. War die Vereidigung des ersten nachrückenden Vizepräsidenten der amerikanischen Geschichte, John Tyler, erst zwei Tage nach dem Tod des Vorgängers William Henry Harrison und die Vereidigung Millard Fillmores nach dem Tod Zachary Taylors (9. Juli 1850) am Tag darauf erfolgt, so erfolgte die Vereidigung Andrew Johnsons bereits etwa drei Stunden nach dem Tode Abraham Lincolns am 15. April 1865. Auch die meisten weiteren Vereidigungen erfolgten binnen weniger Stunden nach dem Tod des Präsidenten: Lyndon B. Johnson wurde bereits gut zwei Stunden nach dem Attentat auf seinen Vorgänger John F. Kennedy an Bord der Air Force One vereidigt, die auf dem Rollfeld des Dallas Love Field stand. Die Vereidigung Harry S. Trumans erfolgte nur gut dreieinhalb Stunden nach dem Tod Franklin D. Roosevelts, die Vereidigung Chester A. Arthurs erfolgte kurz nach zwei Uhr nachts in seiner New Yorker Wohnung durch einen Richter des New York Supreme Court, keine vier Stunden nach dem am späten Abend des Vortags erfolgten Tod seines Vorgängers James A. Garfield. Lediglich die Vereidigung Theodore Roosevelts, die etwas über zwölf Stunden nach dem Tode William McKinleys am 14. September 1901 erfolgte, nahm vergleichsweise etwas mehr Zeit in Anspruch. Calvin Coolidge, der sich im Sommer 1923 zur Zeit des Todes seines Vorgängers Warren G. Harding gerade – telefonisch nicht erreichbar – auf Heimaturlaub in Vermont aufhielt, wurde nach Übermittlung der Nachricht durch einen Boten etwa sieben Stunden nach Hardings Tod von seinem anwesenden Vater, einem Friedensrichter und Notar, vereidigt.
Da ein Chief Justice auf Lebenszeit ernannt wird, ist es die Regel, dass er im Laufe seiner Amtszeit regelmäßig mehrere gewählte oder wiedergewählte Präsidenten vereidigt. Die meisten Amtseide nahm Chief Justice John Marshall ab – neunmal in der Zeit von 1801 (erste Vereidigung Jeffersons) bis 1833 (zweite Vereidigung Jacksons). Zwei Präsidenten wurden durch einen ihrer Vorgänger vereidigt: Calvin Coolidge im Jahr 1925 (zu Beginn seiner zweiten Amtszeit) und Herbert Hoover im Jahr 1929. Ihre Vereidigung erfolgte durch den an den Supreme Court gewechselten Chief Justice William H. Taft.

## Antrittsrede

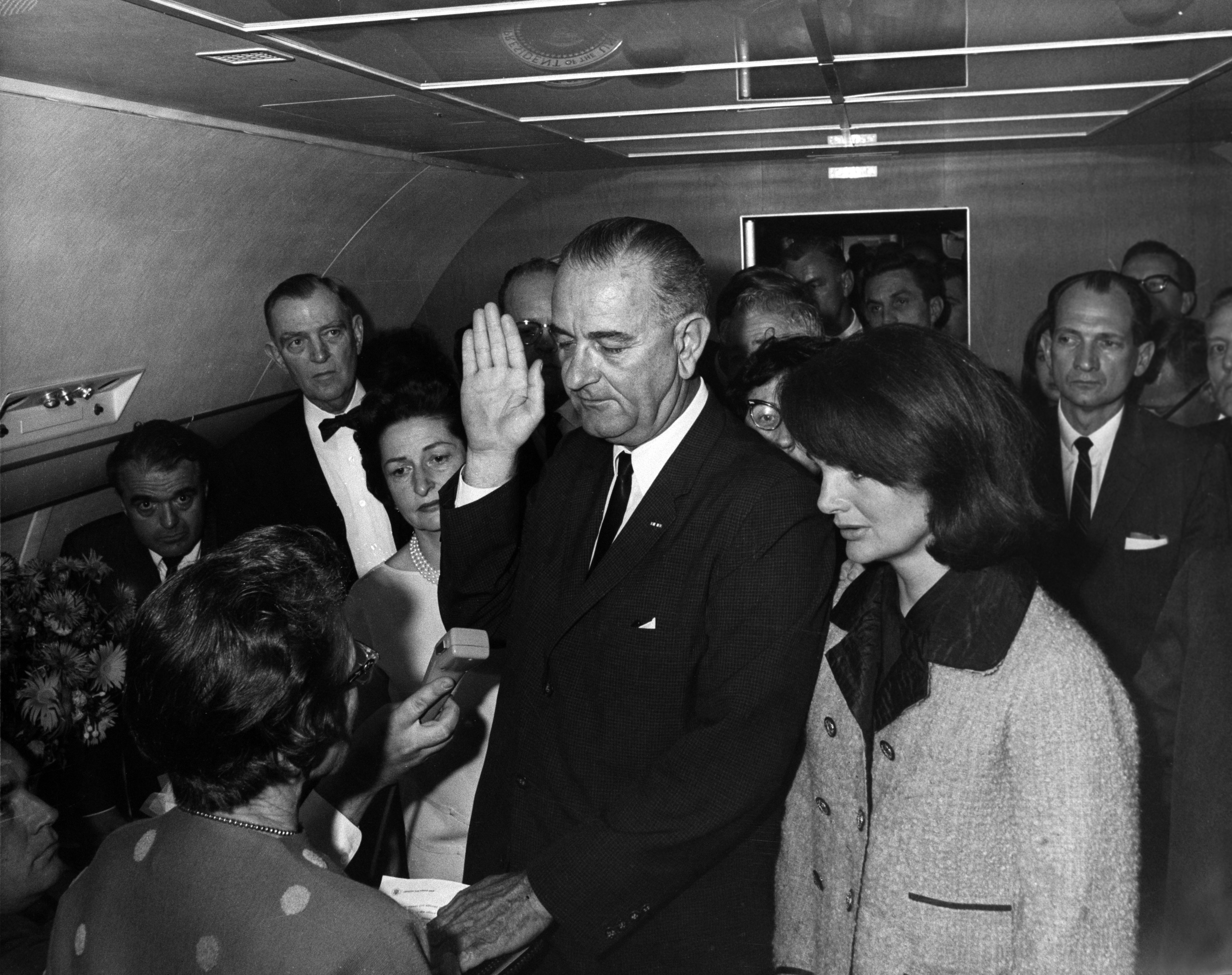
Die „spontane“ Vereidigung von Lyndon B. Johnson in der Air Force One

Nach dem Amtseid hält der nun amtierende US-Präsident üblicherweise eine Amtsantrittsrede (Inaugural Address). Insgesamt haben 37 Präsidenten 54 Amtsantrittsreden gehalten. Eine Amtsantrittsrede war bei wegen Vorversterbens des Präsidenten in sein Amt nachrückenden Vizepräsidenten zunächst unüblich: die ersten vier Vizepräsidenten, die auf einen verstorbenen Präsidenten folgten, verzichteten darauf (John Tyler, Millard Fillmore, Andrew Johnson und Chester A. Arthur). Erst der im Jahr 1901 auf den ermordeten William McKinley folgende Theodore Roosevelt ließ seiner Vereidigung eine inaugural address folgen. Gerald Ford, der 1974 während einer laufenden Amtsperiode auf den zurückgetretenen Richard Nixon folgte, hielt nach Ablegen seines Amtseides eine Rede an das amerikanische Volk, die live von Fernsehsendern und Radiosendern übertragen wurde.
Die kürzeste Rede hielt der erste US-Präsident, George Washington, am 4. März 1793 (dem Beginn seiner zweiten Amtszeit); sie hatte 135 Wörter.
Die längste Rede hielt William Henry Harrison 1841 mit 8.495 Wörtern.
Üblicherweise nimmt der scheidende Amtsvorgänger an der Amtseinführungszeremonie teil, allerdings verzichteten mehrere Präsidenten darauf, teils (mutmaßlich) aufgrund persönlicher oder politischer Gegensätze, teils aus anderen Gründen: John Adams nahm nicht an der Amtseinführung Jeffersons teil, John Quincy Adams nicht an der Jacksons, Andrew Johnson setzte anstelle einer Teilnahme an der Inauguration seines Nachfolgers Grant eine letzte Kabinettssitzung an, Trump nahm an der Amtseinführung Bidens nicht teil. Martin Van Buren scheint im Jahr 1841 aus unbekannten Gründen an William Harrisons Amtseinführung nicht teilgenommen zu haben.
Die erste Amtseinführung eines US-Präsidenten fand am 30. April 1789 mit George Washington in der Federal Hall in New York City statt. Thomas Jefferson war 1801 der erste Präsident, der in der neu erbauten Stadt Washington, D.C. vereidigt wurde, die in diesem Jahr zur Hauptstadt ernannt wurde. Seitdem haben mit wenigen Ausnahmen in Zusammenhang mit der Amtseinführung des Vizepräsidenten nach dem Tod des Amtsinhabers (Chester A. Arthur 1881 in New York; Theodore Roosevelt 1901 in Buffalo, New York; Calvin Coolidge 1923 in Plymouth Notch, Vermont; und Lyndon B. Johnson 1963 in Dallas, Texas) fast alle Amtseinführungen in Washington stattgefunden.
Seit der zweiten Amtseinführung Thomas Jeffersons am 4. März 1805 paradierte jeder US-Präsident nach der Ablegung des Amtseides die Strecke vom Kapitol bis zum Weißen Haus über die Pennsylvania Avenue. Ausnahmen von dieser Tradition gab es bei der zweiten Amtseinführung Ronald Reagans am 20. Januar 1985, weil wegen einer Kältewelle in Teilen Nordamerikas sämtliche Feierlichkeiten im Weißen Haus stattfanden. Ebenso wurden die Feierlichkeiten zu Donald Trumps zweiter Amtseinführung am 20. Januar 2025 im Kapitol durchgeführt, auch hier war eine angekündigte Kältewelle der Grund.
Seit der Einführung des Shure SM57 1965 wurde jede Rede in mehrere der Mikrofone gesprochen. Donald Trump verwendete 2017 nur ein solches Mikrofon.

## Gedichtsvorträge

Maya Angelou hält ihr Gedicht On the Pulse of Morning bei Bill Clintons Amtseinführung (1993).

Bei insgesamt sechs Amtseinführungen seit 1961 wurden Gedichte verlesen. Auflistung der einzelnen Vorträge:
- Amtseinführung von John F. Kennedy (1961): Robert Frost las sein Gedicht The Gift Outright.[10]
- Erste Amtseinführung von Bill Clinton (1993): Maya Angelou las ihr Gedicht On the Pulse of Morning.[11]
- Zweite Amtseinführung von Bill Clinton (1997): Miller Williams las sein Gedicht Of History and Hope.[12]
- Erste Amtseinführung von Barack Obama (2009): Elizabeth Alexander las ihr Gedicht Praise Song for the Day.[13]
- Zweite Amtseinführung von Barack Obama (2013): Richard Blanco las sein Gedicht One Today.[14]
- Amtseinführung von Joe Biden (2021): Amanda Gorman las ihr Gedicht The Hill We Climb.[15]